# Indianapolis Motor Speedway
Koordinati:   39°47′35″N, 86°14′20″W
Indianapolis Motor Speedway je slovito dirkališče, ki leži v Speedwayu (Indiana, ZDA), mestecu, ki je popolnoma obdano z velemestom Indianapolis. Je drugo najstarejše ohranjeno dirkališče na svetu (prvo je Milwaukee Mile), ki obstaja že od leta 1909. S kapaciteto za 250.000 gledalcev na tribunah in še 150.000 ob progi, je športni objekt z največjo kapaciteto v zgodovini.
Po ameriških standardih je skoraj okrogli oval zelo malo, po evropskih pa zelo nagnjen. Steza za potrebe dirke Formule 1 za Veliko nagrado ZDA je sestavljena iz startno-ciljne ravnine, ki poteka po delu ovala, in klasične dirkalne steze, ki leži v notranjosti ovala. 
Do danes je dirkališče gostilo že več kot 222 avtomobilskih dirk (med letoma 1909 in 2006), s 122 različnimi zmagovalci. Michael Schumacher je z zmago na Veliki nagradi ZDA 2006 postavil rekord na tem dirkališču s petimi zmagami. A.J. Foyt, Al Unser in Rick Mears pa so s po štirimi zmagami rekorderji za tiste dirke, ki potekajo samo po ovalu.

## Zmagovalci
| Sezona | Zmagovalec         | Moštvo           | Poročilo |
| ------ | ------------------ | ---------------- | -------- |
| 2007   | Lewis Hamilton     | McLaren-Mercedes | Poročilo |
| 2006   | Michael Schumacher | Ferrari          | Poročilo |
| 2005   | Michael Schumacher | Ferrari          | Poročilo |
| 2004   | Michael Schumacher | Ferrari          | Poročilo |
| 2003   | Michael Schumacher | Ferrari          | Poročilo |
| 2002   | Rubens Barrichello | Ferrari          | Poročilo |
| 2001   | Mika Häkkinen      | McLaren-Mercedes | Poročilo |
| 2000   | Michael Schumacher | Ferrari          | Poročilo |